# CCDC90B
CCDC90B (англ. Coiled-coil domain containing 90B) – білок, який кодується однойменним геном, розташованим у людей на короткому плечі 11-ї хромосоми. Довжина поліпептидного ланцюга білка становить 254 амінокислот, а молекулярна маса — 29 506.
| 10         |  | 20         |  | 30         |  | 40         |  | 50         |
| ---------- |  | ---------- |  | ---------- |  | ---------- |  | ---------- |
| MNSRQAWRLF |  | LSQGRGDRWV |  | SRPRGHFSPA |  | LRREFFTTTT |  | KEGYDRRPVD |
| ITPLEQRKLT |  | FDTHALVQDL |  | ETHGFDKTQA |  | ETIVSALTAL |  | SNVSLDTIYK |
| EMVTQAQQEI |  | TVQQLMAHLD |  | AIRKDMVILE |  | KSEFANLRAE |  | NEKMKIELDQ |
| VKQQLMHETS |  | RIRADNKLDI |  | NLERSRVTDM |  | FTDQEKQLME |  | TTTEFTKKDT |
| QTKSIISETS |  | NKIDAEIASL |  | KTLMESNKLE |  | TIRYLAASVF |  | TCLAIALGFY |
| RFWK       |  |            |  |            |  |            |  |            |

A: Аланін

C: Цистеїн

D: Аспарагінова кислота

E: Глутамінова кислота

F: Фенілаланін

G: Гліцин

H: Гістидин

I: Ізолейцин

K: Лізин

L: Лейцин

M: Метіонін

N: Аспарагін

P: Пролін

Q: Глутамін

R: Аргінін

S: Серин

T: Треонін

V: Валін

W: Триптофан

Задіяний у такому біологічному процесі, як альтернативний сплайсинг. 
Локалізований у мембрані, мітохондрії.